# Jeff Ross
Jeffrey Ross Lifschultz (Springfield, 13 september 1965), beter bekend als Jeff Ross, is een Amerikaanse stand-upcomedian.

## Biografie
Ross groeide op in een joods gezin. Op zijn veertiende overleed zijn moeder aan leukemie. Vijf jaar later stierf ook zijn vader.
Ross studeerde aan het College of Communication van de Universiteit van Boston. Nadien begon hij een carrière als stand-upcomedian. Zijn stijl wordt omschreven als insult comedy, wat wil zeggen dat hij personen op komische wijze beledigt of belachelijk maakt. Hij treedt regelmatig op in roasts, evenementen waarop beroemdheden zich laten beledigen door komieken, collega's en vrienden. Ross is de Roastmaster General van de New York Friars Club en het vaakst deelnemende roaster in de roasts van Comedy Central. Zo nam hij deel aan de roasts van Pamela Anderson (2005), William Shatner (2006), Flavor Flav (2007), Bob Saget (2008), Larry the Cable Guy, Joan Rivers (beide in 2009), David Hasselhoff (2010), Donald Trump, Charlie Sheen (beide in 2011), Roseanne Barr (2012), James Franco (2013), Justin Bieber (2015), Rob Lowe (2016) en Bruce Willis ( 2018 )
Daarnaast is Ross actief als acteur. Zo had hij rollen in de tv-series CSI: Crime Scene Investigation, Weeds, Six Feet Under en The Sarah Silverman Program. Hij nam ook meermaals deel aan het sketchprogramma Wild 'N Out.
Ross schreef ook mee aan het scenario voor de komische film The Comedian (2016).